# Ana-Maria Trăsnea

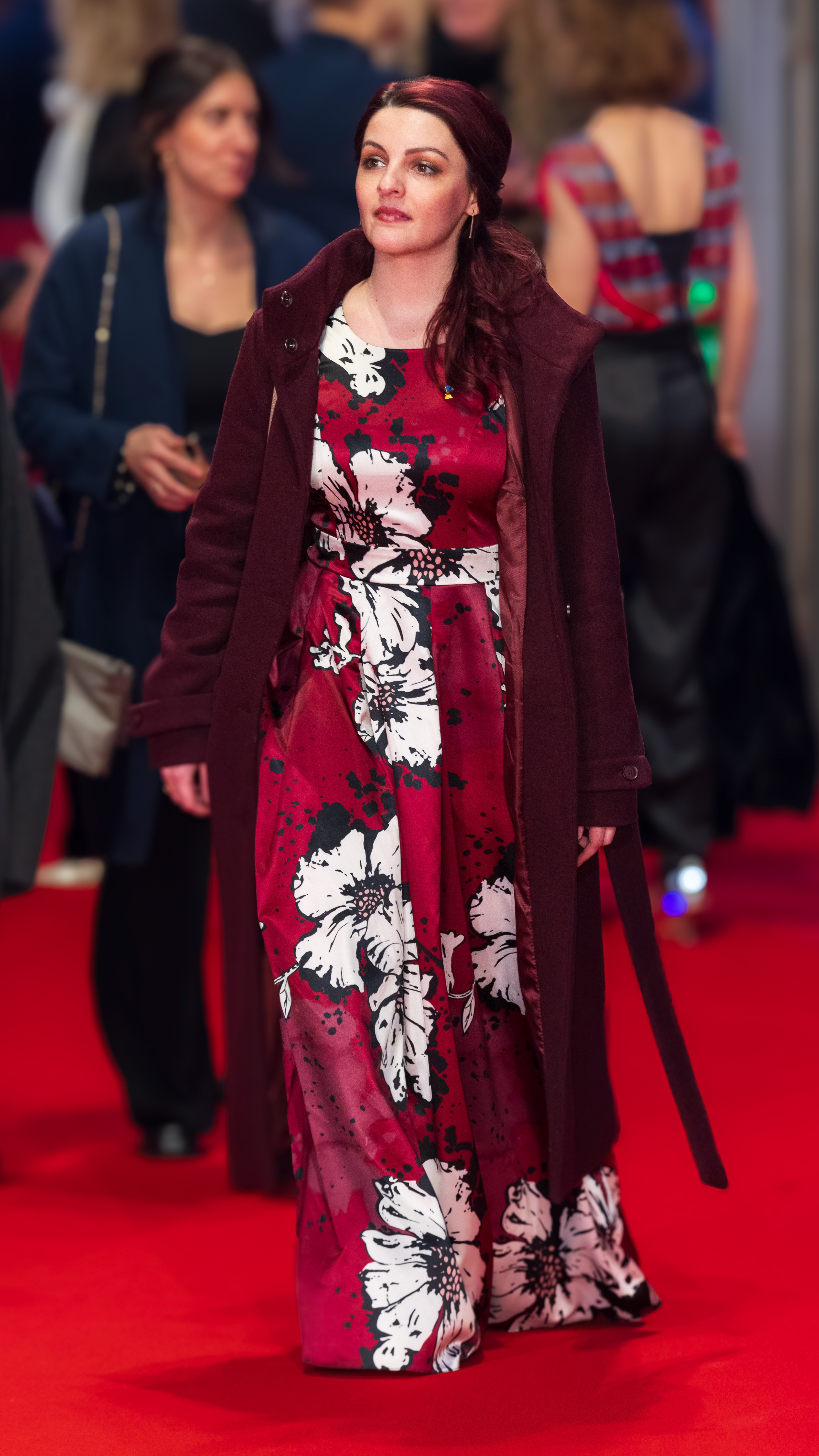
Ana-Maria Trăsnea auf der Berlinale 2023

Ana-Maria Trăsnea (* 15. März 1994 in Piatra Neamț, Rumänien) ist eine deutsche Politikerin (SPD). Von Mai 2023 bis März 2024 war sie Mitglied des Deutschen Bundestages. Zuvor war sie von 2021 bis 2023 die Bevollmächtigte des Landes Berlin beim Bund sowie Staatssekretärin für Engagement-, Demokratieförderung und Internationales in der Berliner Senatskanzlei.

## Leben

### Ausbildung und beruflicher Werdegang
Ana-Maria Trăsnea kam im Jahr 2007 von Rumänien nach Deutschland. Sie besuchte das Emmy-Noether-Gymnasium im Berliner Bezirk Treptow-Köpenick, wo sie 2013 das Abitur erreichte. Anschließend studierte sie von 2013 bis 2018 Kulturwissenschaften an der Europa-Universität Viadrina in Frankfurt (Oder) und erreichte einen Bachelor-Abschluss, wobei sie das Wintersemester 2015/2016 an der Universität Salamanca in Spanien verbrachte. 2017 begann sie ein Master-Studium der European Studies an der Europa-Universität Viadrina, das seit 2021 ruht.
Von 2016 bis 2019 leitete Trăsnea parallel zum Studium projektbezogene Workshops verschiedener jugendpolitischer Bildungsprojekte des „Forums Politik und Gesellschaft“ in der Abteilung „Politischer Dialog“ der Friedrich-Ebert-Stiftung Berlin. Im Jahr 2019 war sie studentische Hilfskraft im Referat Strategische Planung des Leitungsstabes im Bundesministerium für Familie, Senioren, Frauen und Jugend. Im Anschluss war sie von 2020 bis 2021 persönliche Referentin der Staatssekretärin für Jugend und Familie Sigrid Klebba in der Berliner Senatsverwaltung für Bildung, Jugend und Familie.
Ana-Maria Trăsnea ist verheiratet und lebt in Berlin Treptow-Köpenick.

### Politik
Trăsnea trat während ihrer Schulzeit in die SPD ein und engagierte sich von 2007 bis 2013 bei der Initiative Schule ohne Rassismus – Schule mit Courage und organisierte dabei unter anderem eine Antirassismus-AG an ihrer Schule.
Sie war von 2016 bis 2021 Mitglied der Bezirksverordnetenversammlung von Treptow-Köpenick, wo sie ab 2019 stellvertretende Vorsitzende der SPD-Fraktion und ab 2021 Fraktionsvorsitzende war. 2020 wurde sie mit dem Helene-Weber-Preis ausgezeichnet. Bei der Bundestagswahl 2021 trat sie im Bundestagswahlkreis Berlin-Treptow – Köpenick als Direktkandidatin an, wurde allerdings nicht direkt gewählt. Auch mit Platz 6 der Landesliste verpasste sie zunächst den Einzug in den Bundestag.
Von Dezember 2021 bis April 2023 war sie Bevollmächtigte des Landes Berlin beim Bund sowie Staatssekretärin für Engagement-, Demokratieförderung und Internationales in der Berliner Senatskanzlei. Mit 27 Jahren war sie die jüngste Staatssekretärin im Berliner Senat.
Am 16. Mai 2023 rückte sie für Cansel Kiziltepe, die als Senatorin in den Senat Wegner wechselte, in den Deutschen Bundestag nach. Sie war damit die erste weibliche Abgeordnete aus Treptow-Köpenick.
Die geringe Wahlbeteiligung bei der teilweisen Wahlwiederholung in Berlin zum Deutschen Bundestag am 11. Februar 2024 hatte zur Folge, dass der SPD in Berlin rechnerisch ein Sitz weniger zustand. Trăsnea verlor daraufhin mit Wirkung ab Anfang März 2024 ihr Bundestagsmandat an Angela Hohmann.
Bei der Bundestagswahl 2025 kandidiert sie erneut im Bundestagswahlkreis Berlin-Treptow – Köpenick und mit Platz 4 auf der Landesliste.

### Sonstiges Engagement
Am 11. Dezember 2023 wurde Trăsnea in den Vorstand von Aktion Courage e. V. gewählt. Es handelt sich um den Trägerverein des Schulnetzwerks Schule ohne Rassismus – Schule mit Courage, dem derzeit mehr als 4.300 Schulen deutschlandweit angehören.
Am 21. September 2024 wurde Trăsnea zur Vorstandsvorsitzenden der Landesvereinigung der Helfer und Förderer des Technischen Hilfswerks in Berlin/Brandenburg/Sachsen-Anhalt e.V. gewählt.
Trăsnea ist außerdem Vorsitzende der SPD FRAUEN Berlin.